# Inbound marketing
Inbound marketing is een marketingfilosofie, gebaseerd op het principe: word gevonden door potentiële klanten vanuit de doelgroep, zonder deze te storen met traditionele marketinginstrumenten. Denk bij traditionele instrumenten aan advertenties, direct mailing, cold calling en cold canvassing.
De term "inbound marketing" is bedacht door de oprichters van de Amerikaanse softwareontwikkelaar HubSpot. Een inbound marketingstrategie kan bestaan uit de volgende stappen:
1. Creëren van relevante content voor de beoogde groep.
2. Optimaliseren van de vindbaarheid van deze content.
3. Online promoten van deze content, bijvoorbeeld met socialemediamarketing, bloggen en pay-per-clickcampagnes.
4. Converteren van websitebezoekers naar klant met behulp van geautomatiseerde e-mailcampagnes.
5. Doorlopend meten en analyseren van het gehele proces.